# 平安町 (横浜市)
平安町（へいあんちょう）は、神奈川県横浜市鶴見区の地名。字として1～2丁目がある。住居表示未実施区域。
西のゴム通りと東の横浜市・川崎市境にはさまれた細長い範囲である。

## 地理
鶴見区の東部に位置し、南に大東町、南西に向井町、西に栄町通、北西に菅沢町と市場富士見町、北に川崎市川崎区池田1丁目、東に川崎市川崎区京町1丁目～3丁目と接している。

### 地価
住宅地の地価は、2024年（令和6年）7月1日の公示地価によれば、平安町1丁目48番9の地点で31万2000円/m²となっている。

## 歴史

### 沿革
かつて横浜市に編入前のこの場所は、橘樹郡鶴見町大字新浜町であった。
- 1927年（昭和2年）4月1日 - 横浜市に編入。横浜市平安町となる[7]。
- 1927年（昭和2年）10月1日 - 横浜市の区制施行により、鶴見区を新設。横浜市鶴見区平安町となる[7]。
- 1941年（昭和16年）4月1日 - 平安町の一部を朝日町、大東町へ編入[8]。
- 1962年（昭和37年）4月3日 - 土地区画整理事業に伴い、大東町の一部を平安町に編入[9]。
- 1968年（昭和43年）7月1日 - 住居表示の実施に伴い、平安町の一部を菅沢町、市場大和町、市場富士見町へ編入[10]。

## 世帯数と人口
2025年（令和7年）6月30日現在（横浜市発表）の世帯数と人口は以下の通りである。
| 丁目                    | 世帯数    | 人口    |
| ----------------------- | --------- | ------- |
| 平安町1丁目             | 2,173世帯 | 4,219人 |
| 平安町2丁目・その他区域 | 1,927世帯 | 4,318人 |
| 計                      | 4,100世帯 | 8,537人 |

### 人口の変遷
国勢調査による人口の推移。
| 年                 | 人口  |
| ------------------ | ----- |
| 1995年（平成7年）  | 5,339 |
| 2000年（平成12年） | 6,003 |
| 2005年（平成17年） | 8,056 |
| 2010年（平成22年） | 8,708 |
| 2015年（平成27年） | 8,507 |
| 2020年（令和2年）  | 8,718 |

### 世帯数の変遷
国勢調査による世帯数の推移。
| 年                 | 世帯数 |
| ------------------ | ------ |
| 1995年（平成7年）  | 2,134  |
| 2000年（平成12年） | 2,424  |
| 2005年（平成17年） | 3,202  |
| 2010年（平成22年） | 3,527  |
| 2015年（平成27年） | 3,527  |
| 2020年（令和2年）  | 3,894  |

## 学区
市立小・中学校に通う場合、学区は以下の通りとなる（2024年11月時点）。
| 丁目        | 番・番地等 | 小学校             | 中学校             |
| ----------- | ---------- | ------------------ | ------------------ |
| 平安町1丁目 | 全域       | 横浜市立平安小学校 | 横浜市立市場中学校 |
| 平安町2丁目 | 全域       | 横浜市立平安小学校 | 横浜市立市場中学校 |

## 事業所
2021年（令和3年）現在の経済センサス調査による事業所数と従業員数は以下の通りである。
| 丁目        | 事業所数  | 従業員数 |
| ----------- | --------- | -------- |
| 平安町1丁目 | 87事業所  | 623人    |
| 平安町2丁目 | 71事業所  | 2,314人  |
| 計          | 158事業所 | 2,937人  |

### 事業者数の変遷
経済センサスによる事業所数の推移。
| 年                 | 事業者数 |
| ------------------ | -------- |
| 2016年（平成28年） | 156      |
| 2021年（令和3年）  | 158      |

### 従業員数の変遷
経済センサスによる従業員数の推移。
| 年                 | 従業員数 |
| ------------------ | -------- |
| 2016年（平成28年） | 2,973    |
| 2021年（令和3年）  | 2,937    |

## 施設
- 横浜市立平安小学校
- 神奈川県立鶴見総合高等学校
- 平安公園
- 京三製作所 本社・工場

## その他

### 日本郵便
- 郵便番号 : 230-0031[3]（集配局：鶴見郵便局[20]）

### 警察
町内の警察の管轄区域は以下の通りである。
| 丁目        | 番・番地等 | 警察署     | 交番・駐在所 |
| ----------- | ---------- | ---------- | ------------ |
| 平安町1丁目 | 全域       | 鶴見警察署 | 市場交番     |
| 平安町2丁目 | 1～16番    | 鶴見警察署 | 市場交番     |
| 平安町2丁目 | 17～29番   | 鶴見警察署 | 潮田交番     |